# Monastère de Sarinac
Le monastère de Sarinac (en serbe cyrillique :  Манастир Саринац ; en serbe latin :Manastir Sarinac) est un monastère orthodoxe serbe situé à Velike Pčelice, dans le district de Šumadija et sur le territoire de la Ville de Kragujevac en Serbie.

## Présentation
Le monastère est situé à proximité de Velike Pčelice sur un petit plateau dominant la Dulenska reka.
Le monastère a été fondé à la fin du XIVe siècle, peu après la bataille de Kosovo Polje ; selon la légende, sa fondation serait associée à trois sœurs, Rala, Dena et Sara qui auraient laissé leur nom à trois monastères de la région de Velike Pčelice, Raletinac, Denkovac et Sarinac,. De cette première fondation il ne subsiste que quelques traces. Un nouveau monastère et une nouvelle église ont été consacrés en 1996.
L'église, de dimensions modestes, a été construite dans le style de l'école rascienne de la Serbie médiévale. Elle est constituée d'une nef unique prolongée par une abside à cinq pans à l'est et précédée d'un porche ouvert à l'ouest. Au-dessus de la partie centrale de l'édifice s'élève un dôme octogonal massif. L'église est construite en briques ; les façades sont peintes en blanc et le dessus des ouvertures et la corniche sont peints en rouge. Le toit est recouvert de feuilles de cuivre.